# Giorgos Mazonakis

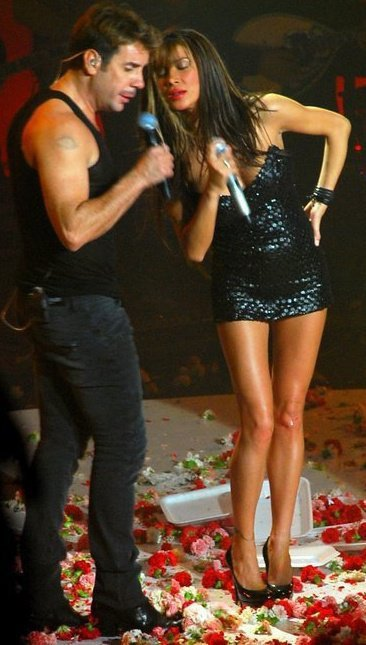
Giorgos Mazonakis (mit Paola) in Votanikos

Giorgos Mazonakis (griechisch Γιώργος Μαζωνάκης, auch: George Mazonakis; * 4. März 1972 in Nikea) ist ein griechischer Sänger. Im Laufe seiner über 30-jährigen Karriere hat er über 400.000 Tonträger verkauft und zählt zu den beliebtesten Sängern des Landes.

## Biografie
Im Alter von 15 Jahren begann Mazonakis, in einigen Clubs in Nikiaia zu singen. Später nahm ihn die Plattenfirma Polygram unter Vertrag. Das erste Album Μεσάνυχτα και κάτι. erschien im Jahr 1993, fand jedoch kaum Anklang. Dennoch kam ein Jahr später das Album Με τα μάτια να το λες in die Läden. Die Hits Ανήκω σε εμένα, Μη μου ζητάς, Τρεις το πρωί und Φρόνιμα machten Giorgos Mazonakis bekannt und verhalfen dem Album in kurzer Zeit zu Gold-Status. 1996 folgte das Album Μου λείπεις, das ebenfalls Gold erlangte und Hits wie Φεύγω για εμένα, Καταστροφή μου, Και να θες und Μου λείπεις enthält.
Ein Jahr später erschien sein bis dahin erfolgreichstes Album Παιδί της νύχτας. Mit 50.000 verkauften Exemplaren erreichte das Album Platin; es enthält viele große Hits, unter anderem Εδώ, Το λουκέτο, Παλιόπαιδο θα γίνω oder Ζηλεύω. 1999 erschien die Single Θέλω να γυρίσω – ein Duett mit der Rap-Gruppe Goin’ Through. Die Single war ein großer Erfolg und erreichte sogar Platin-Status. Auch das Album Αλλάξανε τα πλάνα μου verkaufte sich gut und wurde mit Gold ausgezeichnet.
Im Sommer 2001 erschien unter dem Label Heaven Music die Single [2×2] – je zwei Remixe der Songs Τα Καταφέραμε Λοιπόν und Μίλα. Die Single erlangte schnell Gold-Status, und wenig später folgte das Album Κοίτα με. Bereits im nächsten Jahr wurde das Album neu veröffentlicht unter dem Namen Κοίτα με + Beat, welches zwei neue Tracks und neun Remixe aus dem Vorgängeralbum enthält. Die Songs wurden zu echten Sommer-Hits und der Video-Clip zu Όπου κοιτάξεις ist bislang der teuerste in der griechischen Musikgeschichte.
Im Dezember 2003 erschien sein achtes Studioalbum Σάββατο mit den Hits Το gucci φόρεμα, Φοβερή, Νικοτίνη und Σάββατο. Schnell erlangte das Album Platin und wurde bereits im Frühling des Jahres 2004 als Platin-Edition neuveröffentlicht. Diese enthält unter anderem einen Remix des Songs Σάββατο sowie den Track To Gucci Ton Massai – ein Duett mit Elli Kokkinou. Der Song Foveri wurde einige Jahre später vom türkisch-armenischen Sänger Rober Hatemo erfolgreich gecovert (siehe Senden Çok Var).
Im selben Jahr erschienen die Alben Live und Best welches neben seinen größten Hits auch bislang unveröffentlichte Remixe enthält. Ebenfalls im Jahre 2004 ging Mazonakis auf große Tournee, welche ihn neben Griechenland auch nach Australien und Nord-Amerika führte.
Im Sommer 2006 erschien die Maxi-Single Summer in Greece – ein Duett mit Viktoria Halkiti, welches zum großen Sommer-Hit avancierte. Am 17. April 2007 erschien die Single Σ'έχω επιθυμήσει, welche wiederum zu einem sehr großen Hit wurde. Die Single belegte den 8. Platz der griechischen Jahrescharts 2007, gewählt durch die IFPI. Nach fast vierjähriger Pause erschien schließlich am 17. Dezember 2007 das langerwartete 9. Studioalbum Ta Oxi + Ta Nai Moy.
Sein im Juni 2010 erschienenes 10. Studioalbum Ta Isia Anapoda ist mit über 130.000 verkauften Einheiten sein bisher erfolgreichstes. Drei Songs des Albums wurden vom türkischen Musiker Fettah Can komponiert.

## Diskografie

### Alben
- 1993: Μεσάνυχτα και κάτι [Kurz vor Mitternacht]
- 1994: Με τα μάτια να το λες [Sag’ es mit den Augen] (Gold)
- 1996: Μου λείπεις [Du fehlst mir] (Gold)
- 1997: Παιδί της νύχτας [Kind der Nacht] (Platin)
- 1998: Μπροστά σε ένα μικρόφωνο [Vor einem Mikrofon] (Gold)
- 1999: Αλλάξανε τα πλάνα μου [Meine Pläne haben sich geändert] (Gold)
- 2001: Κοίτα με [Schau mich an] (Gold)
- 2003: Σάββατο [Samstag] (Platin)
- 2007: Τα όχι + Tα ναι μου [Meine Jas und Neins]
- 2010: Tα ισια ανάποδα (Ta Isia Anapoda) (11× Platin)
- 2012: Λείπει πάλι ο θεός (Lipi Pali O Theos)
- 2015: Το παράξενο με μένα (To Paraxeno Me Mena) – Platz 1
- 2019: Αγαπώ σημαίνει (Agapo Simeni) – Platz 1

### Wiederveröffentlichungen
- 2002: Koita Me + Beat (Gold)
- 2004: Savvato: Platin-Edition

### Kompilationen
- 2004: Best
- 2006: Greatest Hits & Videos (CD + DVD)
- 2013: Με λένε Γιώργο – 20 Χρόνια Γιώργος Μαζωνάκης (Me lene Giorgo – 20 hronia Giorgos Mazonakis) – Platz 1

### Livealben
- 2004: Live! (Gold)
- 2009: Revised
- 2021: Mega Live

### Singles (Auswahl)
| - 1994: Aniko Se Mena - 1997: Zilevo - 1997: Paliopaido Tha Gino - 1999: Thelo Na Gyriso (mit Goin’ Through) - 2001: Ti Sou Eho Kanei - 2003: Foveri - 2003: To Gucci Forema (Original: 50 Cent – In da Club) - 2003: Savvato - 2003: Tesseris Pige - 2003: Apopse Tha Se Oneirefto - 2006: Summer in Greece (mit Viktoria Halkiti) - 2010: Diskola Feggaria - 2010: Stigmes Pou De S'eho (Original: Zeynep Casalini – Duvar) - 2010: Ela Na Deis (Original: Murat Boz – Özledim) - 2012: Mi Mou Les Na Zo Me Anamnisis (Original: Murat Boz – Buralardan Giderim) - 2012: Lipi Pali O Theos - 2012: Kalos Sas Vrika | - 2014: Exo Perasei Kai Xeirotera - 2014: Terma - 2017: Sopa Ki Akou - 2018: Agapo Simeni - 2018: Ena Thavma - 2019: Ores Mikres - 2019: Dianikterevo - 2019: Inopnevma Ftino - 2019: An M’ Akous - 2019: Tosa Vradia - 2019: De Goustaro - 2020: Fotia Mou (mit Ivi Adamou) - 2022: Par’ Ta Ola Dika Sou - 2022: Tora Tora (Boro Boro) (mit Arash) - 2023: Pnigomai - 2023: maZW Akoma (Ola Mou Ta Thelo) - 2023: Na Pernas |